# اندری ریزنک
اندری ریزنک (اوکراینی: Андрій Іванович Різник؛ زادهٔ ۱۵ مارس ۲۰۰۰) بازیکن فوتبال اهل اوکراین است.